# Rechlin
Rechlin es un municipio situado a la orilla del lago Müritz —el mayor lago de Alemania— en el distrito de Llanura Lacustre Mecklemburguesa, en el estado federado de Mecklemburgo-Pomerania Occidental (Alemania), a una altitud de 67 metros. Está dentro de los límites del parque nacional Müritz.

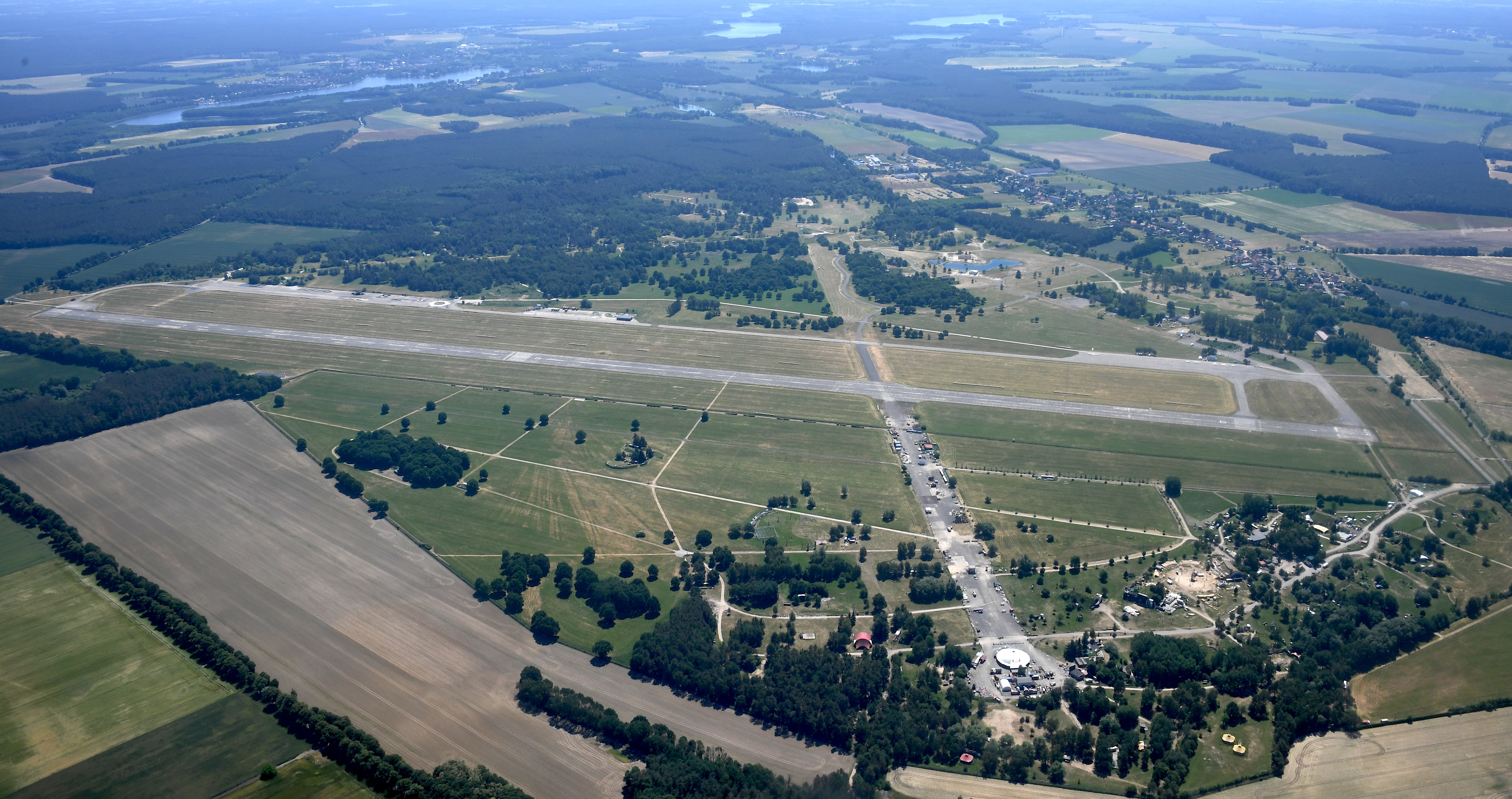
Aeropuerto Müritz Airpark de Rechlin

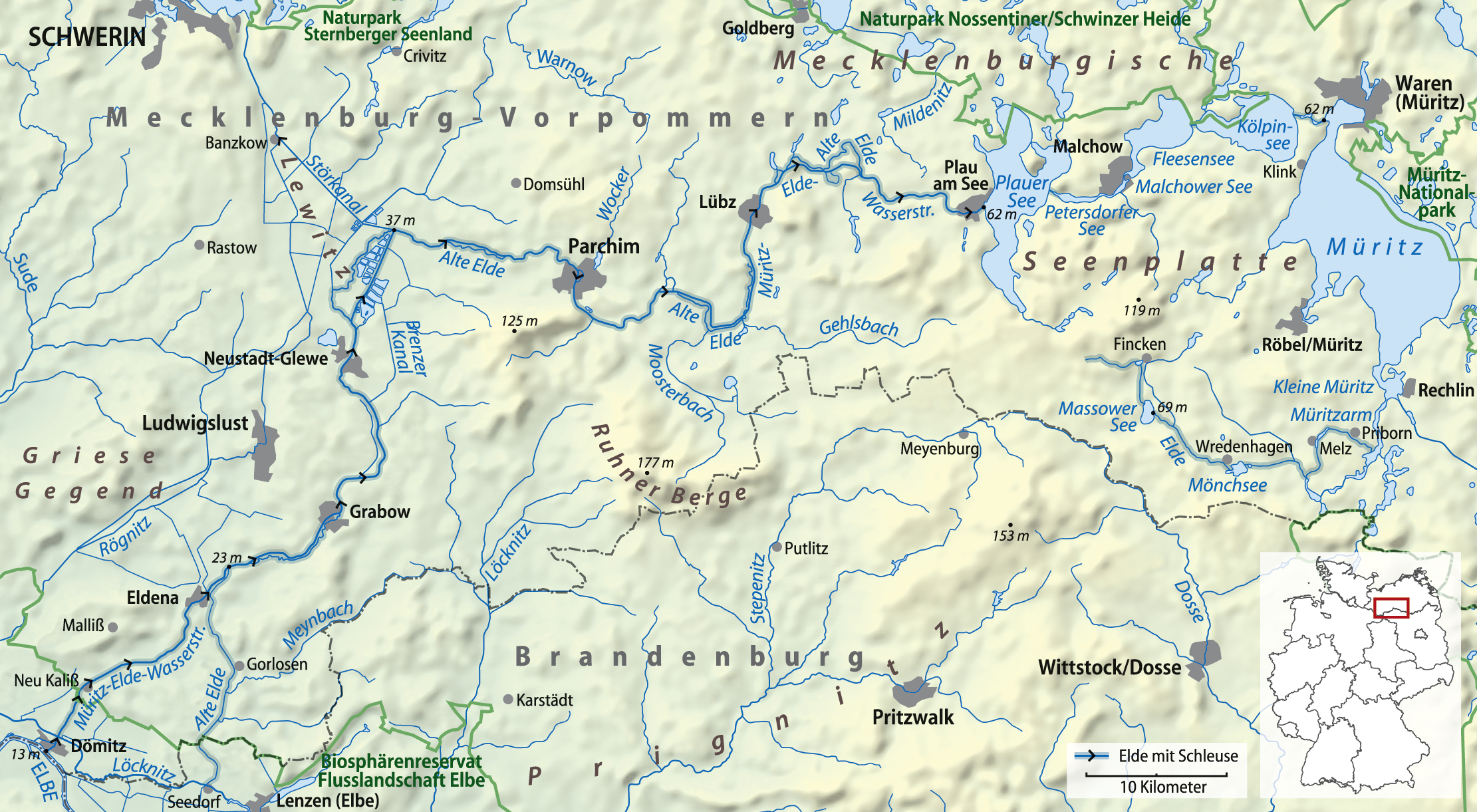
Rechlin en un mapa del río Elde

Su población a finales de 2016 era de 2024 habs. y su densidad poblacional, 26 hab/km².

## Historia
El aeropuerto del Rechlin era el lugar donde se probaban los aviones de la Luftwaffe durante el periodo de la Alemania Nazi.